# Richard Piehl
Richard Heinrich Piehl (* 3. Juli 1867 in Lübeck; † 14. Juli 1922 in Travemünde) war ein deutscher Großkaufmann und Mitglied der Lübecker Bürgerschaft.

## Leben

### Herkunft
Piehls Vater, Christian August Heinrich Piehl (1834–1889), war in der alte Verbindungen nach Finnland unterhaltenden Firma Jac. Ludw. Bruhns & Sohn angestellt. Hermann Fehling wurde dort zum Großkaufmann ausgebildet. Als dieser 21 Jahre alt war, bot sich ihm die Gelegenheit sich zusammen mit seinem älteren Kollegen Heinrich Piehl selbstständig zu machen. Die Handlungsfirma Piehl & Fehling, die mit Getreide und Kaffee handelte und gleichfalls die Verbindungen nach Finnland nutzte, sollte weit über die Grenzen Lübecks bekannt werden. Ihr Unternehmen entwickelte sich zu einer Großkaufmannsfirma. Nach Heinrich Piehls frühem Tod 1889 trat Richard Piehl als Teilhaber in das Unternehmen ein.

### Laufbahn
Piehl war Mitglied der Lübecker Bürgerschaft.
Als Konsul vertrat Piehl in der Hansestadt das Königreich Belgien.
Nach seinem Tode wurde Piehl in dem unter einem Obelisken auf dem Lübecker Allgemeinen Gottesacker liegenden Familiengrab bestattet.

### Familie

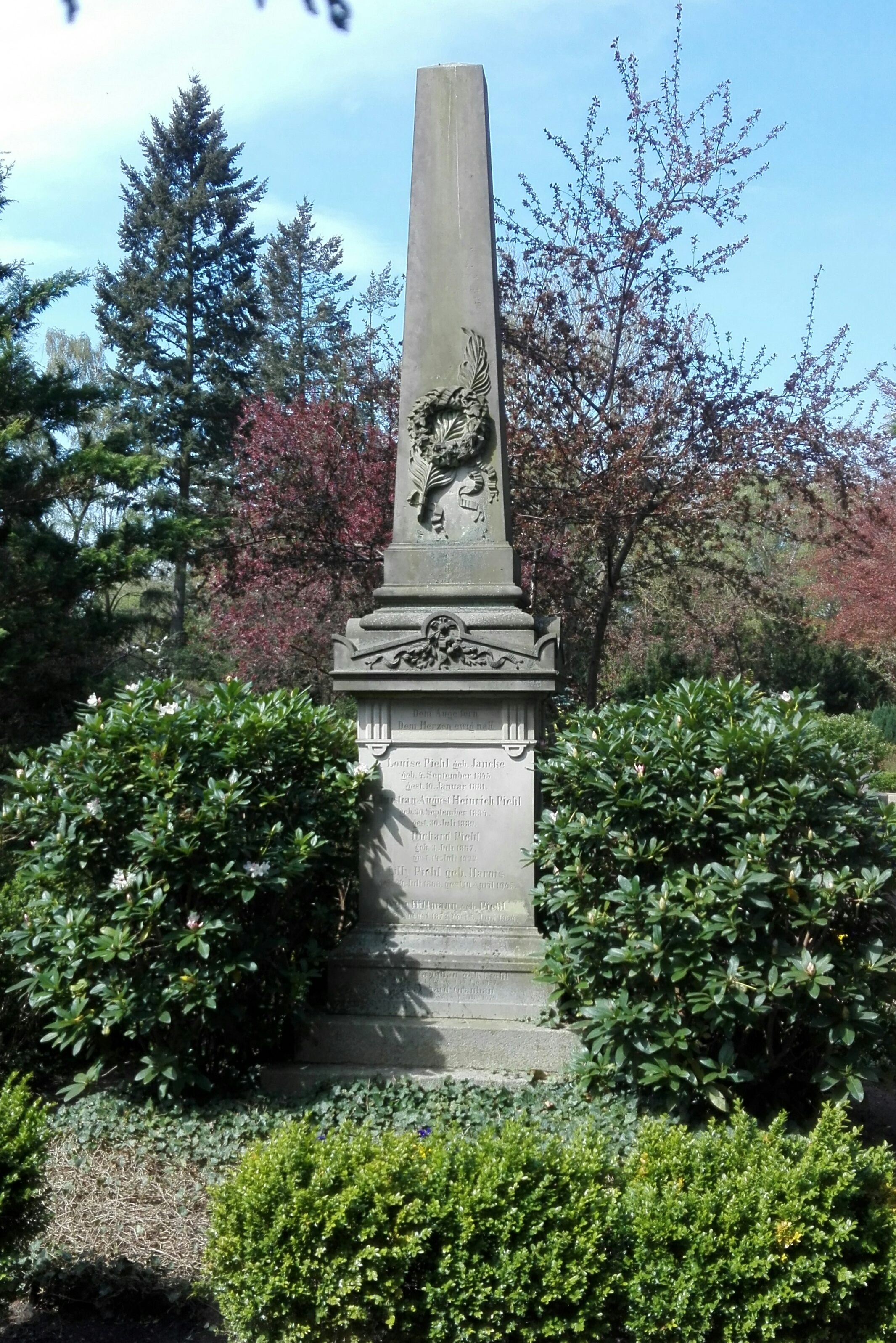
Familiengrab

Piehl war seit 1890 verheiratet mit Elisabeth, einer Tochter des Lübecker Weinhändlers Lorenz Ludwig Heinrich Harms (1840–1915) und der Amalia, geb. Voigt (1841–1926). Seine Schwester Helene war verheiratet mit Johann Heinrich Fehling, dem Sohn von Johannes Fehling. 
Aus der Ehe Piehl/Harms gingen drei Töchter hervor.
Ab 1894 bewohnte die Familie das Haus Vorderreihe 59 in Travemünde.

## Trivia
Nach dem Tode des Senators Mann am 13. Oktober 1891 wurde Konsul Fehling und der Weinhändler Tesdorpf zum Vormund seiner fünf hinterlassenen Kinder bestellt.
Thomas Mann war zu diesem Zeitpunkt 16 Jahre alt. In seinem Roman  Die Buddenbrooks, wofür er später den Nobelpreis erhalten sollte, begegnen wir dem Kaufmann Piehl d. Ä. als Kaufmann Strunck und die Firma Piehl & Fehling finden wir dort als Strunk und Hagenström wieder.